# Azer Salahli
Azer Salahli (en azerí: Azər Vəlhəd oğlu Salahlı; Bakú, 11 de abril de 1994) es un futbolista azerí que juega en la demarcación de lateral izquierdo para el Imishli FK de la Liga Premier de Azerbaiyán.

## Selección nacional
Tras jugar en la selección de fútbol sub-17 de Azerbaiyán, la sub-19, la sub-21 y la sub-23, finalmente hizo su debut con la selección absoluta el 10 de octubre de 2020 en un partido de la Liga de las Naciones de la UEFA 2020-21 contra Montenegro que finalizó con un resultado de 2-0 a favor del combinado montenegrino tras los goles de Stevan Jovetić e Igor Ivanović.

## Clubes
| Club        | País       | Año       | Partidos | Goles |
| ----------- | ---------- | --------- | -------- | ----- |
| Keşla FK    | Azerbaiyán | 2012-2015 | 1        | 0     |
| Qarabağ FK  | Azerbaiyán | 2015-2016 | 7        | 0     |
| Sumgayit FK | Azerbaiyán | 2016-2018 | 63       | 2     |
| Keşla FK    | Azerbaiyán | 2018-2021 | 73       | 4     |
| Neftçi PFK  | Azerbaiyán | 2022-2025 | 102      | 3     |
| Imishli FK  | Azerbaiyán | 2025-     |          |       |

## Palmarés

### Campeonatos nacionales
| Título                     | Club       | País       | Año  |
| -------------------------- | ---------- | ---------- | ---- |
| Liga Premier de Azerbaiyán | Qarabağ FK | Azerbaiyán | 2016 |
| Copa de Azerbaiyán         | Qarabağ FK | Azerbaiyán | 2016 |
| Copa de Azerbaiyán         | Keşla FK   | Azerbaiyán | 2021 |